# Takashi Mizuhashi
Takashi „Gon“ Mizuhashi (jap. 水橋 孝, Mizuhashi Takashi; * 2. März 1943) ist ein japanischer Jazzmusiker (Kontrabass).
Takashi Mizuhashi spielte ab den späten 1960er-Jahren in der japanischen Jazzszene; erste Aufnahmen entstanden mit Chris Connor (Softly and Swingin’), die er  mit Hideo Ichikawa, Shungo Sawada und George Otsuka bei einer Studiosession in Tokio begleitete. In den folgenden Jahren arbeitete er u. a. mit Kimiko Kasai, Yuji Ohno, Masaru Imada, Kohsuke Mine, Isao Suzuki, George Otsuka, George Kawaguchi, Hideo Ichikawa, Shigeko Toya, Emiko Kai, Dave Burrell (Lush Life, 1978), Shingo Okudaira, Yoshiaki Miyanoue, Hidehiko Matsumoto, Archie Shepp (Tray of Silver, 1979) und Marion Brown.
Außerdem arbeitete Mizuhashi ab den frühen 1970er-Jahren mit eigenen Formationen. Mit seinem Quartett (mit Yoshio Otomo, Fumio Karashima, Hideo Sekine) nahm er zwei LPs für Three Blind Mice auf und begleitete die Sängerin Yoshiko Goto. 1977 spielte Mizuhashi mit Herbie Hancock das Album One Tuesday in New York (Denon) ein, an dem auch Teruo Nakamura und Bruno Carr mitwirkten; es war die erste Produktion des neuen Denon Jazz-Labels. An seinen Alben Early Summer in Tokyo und Gon's Delight (Denon/Nippon Columbia) waren 1978 bei einer Session in Tokio Horacee Arnold, Cecil Bridgewater, Archie Shepp und Mickey Tucker beteiligt. 1989 spielte er erneut mit Dave Burrell, mit dem er das Duoalbum Plays Ellington & Monk (Denon) einspielte. In den 90ern wirkte er noch bei Aufnahmen von Takashi Miyazawa, Eri Kayama und Hioaki Panryu mit. Im Bereich des Jazz listet der Diskograf Tom Lord seine Beteiligung zwischen 1969 und 2012 an 51 Aufnahmesessions.

## Diskographische Hinweise
- Takashi Mizuhashi Quartet Plus Two: When a Man Loves a Woman (TBM, 1974), mit Shigeharu Mukai, Yoshio Otomo, Seiichi Nakamura, Fumio Karashima,  Hideo Sekine
- Takashi Mizuhashi Quartet: Who Cares (TBM, 1974), mit Yoshio Otomo, Fumio Karashima, Hideo Sekine
- Only Trust Your Heart (RCA, 1976), mit Hideo Ichikawa, George Otsuka
- Interplay Now (Carnival, 1980), mit Masaru, Tsuyoshi Yamamoto, Hideo Sekine
- Waltz for Debby (Cab, 1994), mit Toshiyuki Daitoku, Hideo Sekine